# Mỹ Tâm

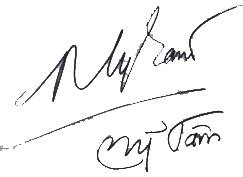
Signature de Mỹ Tâm.

Phan Thị Mỹ Tâm, née le 16 janvier 1981 à Đà Nẵng dans la région de Côte centrale du Sud, est une chanteuse, compositrice, actrice vietnamienne.

## Biographie
Benjamine d'une fratrie de huit enfants, Mỹ Tâm s'est montré capable de musique dès son plus jeune âge. De 1997 à 2001, Mỹ Tâm étudie au conservatoire de Hô Chi Minh-Ville.

## Carrière musicale au Vietnam
Sa principale récompense est la médaille de bronze décernée lors de l'Asian Music Festival de Shanghai en 2000.
Elle a commencé sa carrière musicale avec son premier album Mai Yeu (Love Forever, 2001) et un deuxième album Dau Chi Rieng Em (2002), peu après avoir obtenu son diplôme en musique comme valedictorian du conservatoire de Hô Chi Minh-Ville. Le troisième album studio de Mỹ Tâm, Ngay Ay Va Bay Gio (Yesterday and Now, 2003), a permis d'établir un record de ventes sur le marché de musique vietnamien.
Au cours des années 2000, Mỹ Tâm a lancé une série des produits musicaux qui ont connu un grand succès aussi sur le plan professionnel que commercial. Plusieurs albums de musique sont en nomination sur le prix Cong Hien (en) comme Hoang Hon Thuc Giac (The Color of My Life, 2005), Vut Bay (Fly, 2006), Tro Lai (Return, 2008).
De 2002 à 2005, Mỹ Tâm est une des stars les plus aimées de la musique vietnamienne. Elle a pu rassembler jusqu'à 40 000 spectateurs. En 2004, Mỹ Tâm a organisé son concert Ngay Ay & Bay Gio (Yesterday and Now) en disposant le budget d'investissement le plus important au Viêt Nam à cette époque.
À la fin de 2006, Mỹ Tâm est devenue la première chanteuse vietnamienne à faire venir des artistes d'outre-mer (notamment la Corée du Sud) pour la rejoindre dans la collaboration d'enregistrement de son cinquième album Vut Bay (Fly). 
En 2008, Mỹ Tâm a réalisé un projet musical Thoi Gian Va Toi (Times and myself) qui a duré presque un an avec des événements musicaux majeurs tels que la sortie de deux albums Tro Lai (Return) et Nhip Dap (Beats), ainsi que la tournée Song Da Tan (ondes multifréquences).
En 2009, Mỹ Tâm a investi dans les œuvres charitables et a organisé les concerts Nang Buoc Ngay Mai pour offrir des bourses à des enfants pauvres et studieux.
En 2010, Mỹ Tâm a officiellement publié le livret de photos et l'album Nhung Giai Dieu Cua Thoi Gian (Melodies of Times), qui a ouvert son projet musical en 2010 et 2011 sous le nom de M.O.T 1011. 
Parallèlement, Mỹ Tâm a joué pour une première fois comme actrice principale d'un drame Cho một tình yêu (vi), avec deux autres chanteurs connus Tuan Hung et Quang Dũng.
Au début de 2011, Mỹ Tâm a organisé le liveshow Nhung Giai Dieu Thoi Gian - Ky Niem 10 Nam Ca Hat (Melodies of Times - 10e anniversaire de sa carrière musicale). Ce liveshow a été qualifié le concert le plus réussi du V-pop à cette époque. Peu de temps après, le DVD liveshow est sorti et devenu un des produits musicaux les plus vendus sur le marché. En septembre 2011, Mỹ Tâm a publié le CD-DVD de la bande de son originale du film Cho một tình yêu (vi) et a organisé la comédie musicale du même nom qui est également un produit musical de qualité et apprécié.
En 2012, Mỹ Tâm a publié deux chansons sous le format numérique Sai (Wrong, composée par elle-même) et Chuyen Nhu Chua Bat Dau (Pretend We Had No Start, composée par Hoang Nha) qui ont été accueillies chaleureusement par le public et ont été consultées en lignes avec un nombre de lecteurs record. Mỹ Tâm continue d'attirer l'attention lorsqu'elle siège au concours Vietnam Idol 2012.

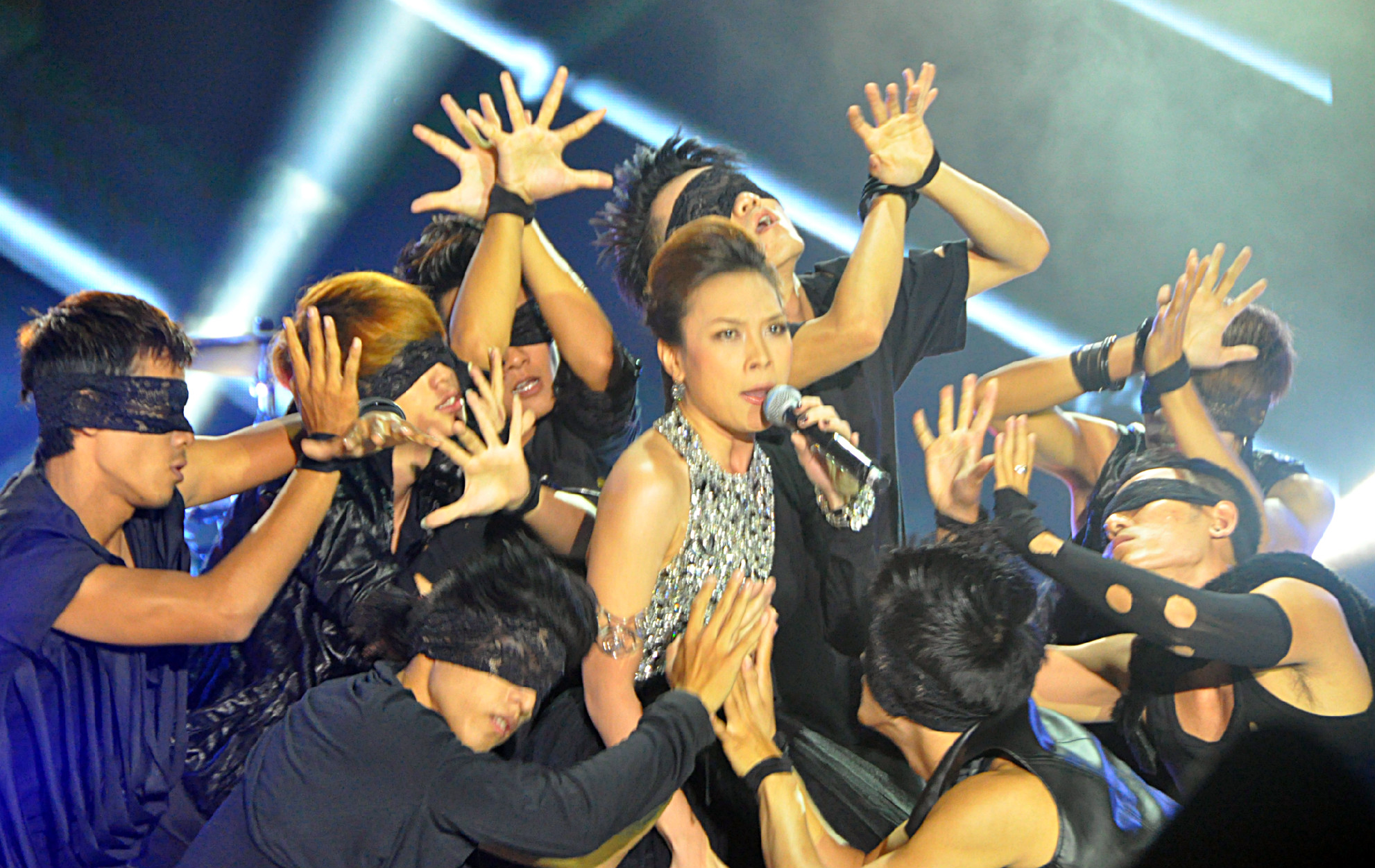
My Tam au concert MTV EXIT à Hanoï, 26 mai 2012.

## Vue de l'étranger
Dans l'édition d'avril 2006, le magazine français Paris Match publie sa photo sur la couverture du journal avec l'inscription « Mỹ Tâm, la nouvelle génération de rock-star vietnamienne ». 
Le public de Mỹ Tâm étant principalement composé de jeunes, elle garde un style jeune, accessible et exprime des chansons faciles à percevoir, à toucher les cœurs.
En septembre 2006, Mỹ Tâm a coopéré avec Nurimaru Pictures (Corée du Sud) pour l'enregistrement de l'album Vut Bay (Fly). Cet album est une étape importante dans sa carrière car elle a pu démontrer sa capacité de maîtriser de nombreux genres musicaux, de la danse jusqu'au hip-hop, en passant par la ballade ou la house-dance.
En août 2010, Mỹ Tâm figurait parmi les 12 artistes des artistes pop sensationnels du monde que vous n'avez pas encore écouté « Global Pop Sensations You've Never Heard Of » de ABC News.
Le 15 janvier 2012, Mỹ Tâm remporte de nouveau une grande victoire avec plus de 260 000 votes aux prix du vidéoclip organisé par MTV Vietnam. La vidéo musique Danh Thuc Binh Minh (Breaking The Dawn) qu'elle a co-écrit et est réalisateur sera diffusé sur MTV Asie.
En 2012, Mỹ Tâm a signé un contrat de coopération avec le célèbre site YouTube. Elle est ainsi devenue la première star du Viêt Nam à figurer officiellement sur cette plateforme vidéo.

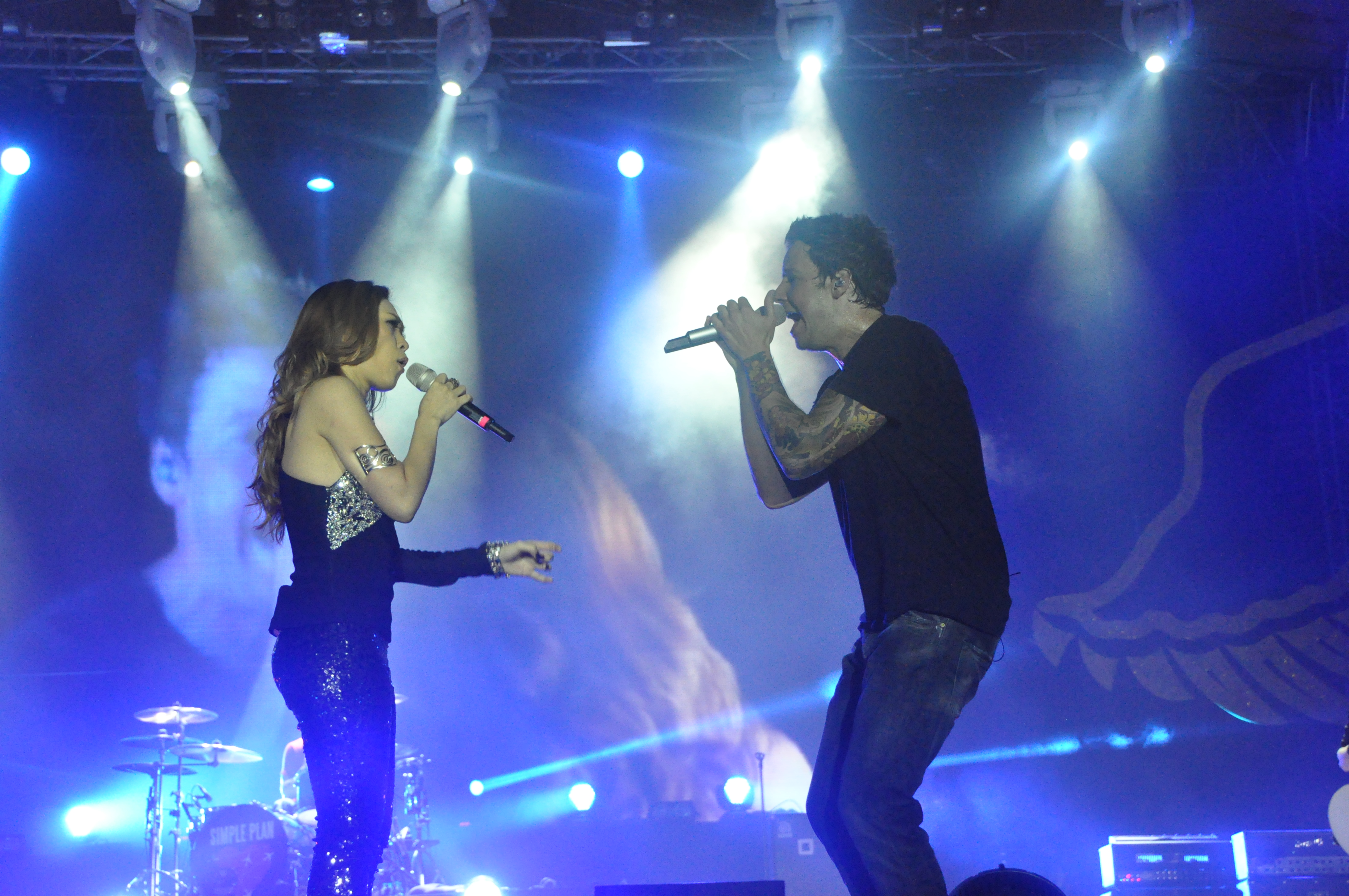
My Tam avec Simple Plan au concert MTV EXIT à Hanoï, contre la traite des êtres humains.

## Discographie

### Singles
- Thoát ly (Outbreak) (2001)
- Cây đàn sinh viên (The Guitar of Students) (mars 2002)
- Ban mai tình yêu (Dawn of Love) (mai 2002)
- Dấu chấm hỏi (Question mark) (2002)
- Hát với dòng sông (Sing with the River) (2002)
- Giai điệu tình yêu: Tiếng hát Mỹ Tâm (Love Melody - Mỹ Tâm) (2003)
- Cho một tình yêu - EP (For A Love - EP) (2011)

### Singles numériques
- Đánh thức bình minh (Breakin' The Dawn) (2011)
- Sai (Wrong) (2012) (10e chanson de Tâm )
- Chuyện như chưa bắt đầu (Pretend We Had No Start) (2012)
- Trắng đen (Black & White) (2012)
- Em phải làm sao (What Should I Do) (2013)
- Như Một Giấc Mơ (like a dream) (2013) (4e chanson de Tâm)
- Vì Em Quá Yêu Anh(crazy love) (2013) (5e chanson de Tâm)

- Khi cô đơn em gọi tên anh (Call Your Name In The Loneliness) (2015)
- Đôi mắt màu xanh (Blue Eyes) (2016)
- Hãy về với nhau (Come back To Me) (2016)
- Cuộc tình không may (The Unlucky Love) (2016)
- Em thì không (feat. Karik) [I Don't (feat. Karik)] (2017)
- Đâu chỉ riêng em (Not Only Me) (2017) (dans Tâm 9)
- Đừng Hỏi Em (Don't Ask Me) (2017) (dans Tâm 9)
- Người Hãy Quên Em Đi (Please Forget Me) (2018) (dans Tâm 9)
- Rực Rỡ Tháng Năm (Tháng Năm Rực Rỡ OST) (2018)
- Anh Chua Tung Biet (You never know) (2018) (dans Tâm 9)
- Muộn Màng Là Từ Lúc (Late from the beginning) (2018) (dans Tâm 9)

### Albums studio
- Mãi yêu (Endless Love) (2001)
- Đâu chỉ riêng em (I'm Not The Only One - vol.02) (2002)
- Ngày ấy và bây giờ (Yesterday & Now - vol.03) (2003)
- Hoàng hôn thức giấc (The Color of My Life - vol.04) (2005)
- Vút bay (Fly - vol.05) (2006)
- Trở lại (The Return - Vol.06) (2008)
- Nhịp đập (To The Beat - Vol.07 ) (2008)
- Tâm (self-titled - Vol.08) (2013)
- Tâm 9 (Vol.9) (2017)

### Albums de compilations
- Melodies of Time 1: Những Giai Điệu Của Thời Gian 1 (2010)
- Melodies of Time 2: Những Giai Điệu Của Thời Gian 2 - Quê hương Đất nước  (2010)
- Cho một tình yêu (Original Motion Picture Soundtrack) (For A Love OST) (2011)
- Chị Trợ Lý Của Anh (Original Motion Picture Soundtrack) (My Dear Assistant OST) (2019)

### Tour albums / DVDs
- Liveshow: Yesterday & Now  (2004)
- Live Tour: The Power of Dreams (2006)
- Live Concert Tour: To The Beat (2008)
- Liveshow: Melodies of Times- 10 Years Anniversary  (2011)
- Liveshow: Letter To My Love  (2013)
- Liveshow: Heartbeat (2014)
- Liveshow: Ô Cửa Màu Xanh (2016)

## Films et télévisions
- Film Cho Một Tình Yêu (For a Love) (2010 - 2011) - dans le rôle de Linh Đan
- Émission Sao Mai Điểm Hẹn (2010) - Juge (Saison 4)
- Émission Vietnam Idol (2012 - 2013) (i2013 - 2014) - Juge
- Émission The Voice (2015) - Juge (Saison 3)
- Émission Cover Star Vietnam (2017) - Juge (Saison 2)
- Émission Giọng Ca Bât Bại (2018)
- Film Chi Trợ Lý Của Anh (My Dear Assistant!) (2019)